# Floriceps
A Floriceps a galandférgek (Cestoda) osztályának a Trypanorhyncha rendjébe, ezen belül a Lacistorhynchidae családjába tartozó nem.

## Tudnivalók
A Floriceps-fajok tengeri élősködők.

## Rendszerezésük
A nembe az alábbi 2 faj tartozik:
- Floriceps minacanthus Campbell & Beveridge, 1987
- Floriceps saccatus Cuvier, 1817

Az egy alábbi taxon név meglehet, hogy nem ebbe a nembe tartozik:
- Floriceps oxneri Guiart, 1938 (taxon inquirendum)